# Hincmar de Reims
Hincmar (vers 806 - Épernay, 21 de desembre de 882) fou arquebisbe de Reims, i autor de diversos tractats. Molt aviat, seguí l'abat Hilduí a Saint-Denis on rebé educació religiosa. El 822, l'abat el presentà a l'emperador Lluís I el Pietós. El 830, Hilduí donà suport a la causa de Lotari I, fill gran de Lluís el Pietós que s'havia revoltat contra el seu pare. Hincmar el seguí a Saxònia. Més tard, quan va tornar a Saint-Denis, Hilduí es va reconciliar amb l'emperador. A la mort de Lluís el Pietós, va sostenir a Carles II el Calb, el fill del segon matrimoni de l'emperador.

## Arquebisbe de Reims
Gràcies al suport del rei, Hincmar fou designat per a l'arquebisbat de Reims el 845. El 852, va fer restaurar i reconstruir la catedral de Reims, i la va consagrar. El 853, el concili de Soissons condemnà els clergues que havien entrat en conflicte amb el nou arquebisbe basant-se en les seves posicions diferents de les del seu predecessor, l'arquebisbe Ebbó. El mateix any, va presidir el concili de Quierzy-sur-Oise que va veure la condemna de Gottschalk d'Orbais, les opinions del qual en relació amb la predestinació eren considerades com a herètiques.
Prengué des de llavors una posició important en la vida política i religiosa, intentant sense respir defensar i estendre els drets de l'Església. Donà suport enèrgic al rei i fou un conseller escoltat de Carles el Calb, aprovant la seva política a Lorena i el va consagrar com a rei de Lotaríngia a Metz el 869 no gaire després de la mort de Lotari II de Lotaríngia (8 d'agost del 869).
A la meitat del segle ix, l'aparició dels anomenats falsos decretals qüestionava els drets dels metropolitans, cosa a la qual Hincmar s'oposava. Rothad, bisbe de Soissons, per la seva banda, era un ardent defensor de les teories dels falsos decretals, cosa que va enfrontar els dos homes. Deposat en el concili de Soissons del 863, Rothad va apel·lar al papa Nicolau I que el restablí en les seves funcions, fet que va constituir un primer fracàs per a Hincmar davant els seus col·legues.
Va entrar en conflicte amb el seu nebot Hincmar de Laon a propòsit de l'autoritat dels metropolitans i en va aconseguir la condemna a l'exili en el concili de Douzy el 871, decisió confirmada pel papa Joan VIII. Hincmar de Laon va haver d'esperar l'any 878 per a la seva reconciliació amb l'Església. Tanmateix, un conflicte va sorgir aviat entre Hincmar i el papa Joan VII quan aquest últim va designar Ansegisus, arquebisbe de Sens, al lloc de vicari apostòlic, ja que per a Hincmar es tractava d'una usurpació sobre la jurisdicció dels arquebisbes. Durant el mateix període intentà escriure una biografia de sant Remí (Remigi de Reims.
El 877 va coronar Lluí el Tartamut com a rei de França. La participació d'Hincmar a la cort de Lluís continua sent bastant desconeguda. Durant aquest període escriu nombrosos tractats en els quals exposa entre altres les seves opinions sobre les funcions d'un sobirà. A la tardor del 882, un atac dels normands va obligar a Hincmar a refugiar-se a Épernay, on va morir el 21 de desembre.
Els prolífics escrits d'Hincmar foren reunits per Jacques Sirmond el 1645, i després reeditats per Migne el 1852. A Reims, un carrer porta el seu nom.

## Escrits
- De praedestinatione Dei et libero arbitrio
- De divorcio Lotharii et Teulbergae
- Opusculum L V. capitulorum
- De jure metropolitanorum
- De ecclesiis et capellis
- De ordine palatii
- De regis persona et regio ministerio
- Instructio ad Ludovicum regem
- De coercendo et exstirpendo rapta viduarum, puellarum et sanctimonialum
- De villa Noviliaco